# لوبياء أليفة الملح
لوبياء أليفة الملح (الاسم العلمي:Vigna halophila) هو نوع من النباتات يتبع جنس اللوبياء من الفصيلة البقولية.